# Meteor Engineering Company
Meteor Engineering Company war ein US-amerikanischer Hersteller von Dampfwagen.

## Beschreibung
Der Hersteller war von 1902 bis 1903 in Reading in Pennsylvania ansässig. Der Markenname lautete Meteor. Als Vorgänger gilt die Steam Vehicle Company of America.
Man versuchte sich an der Herstellung verschiedener dampf- und benzingetriebener Fahrzeuge (letztere mit Einzylindermotor von De Dion-Bouton). Tatsächlich verkauft wurde aber nur ein dampfbetriebener Tourenwagen mit vier Sitzen, der einem benzingetriebenen Tourenwagen mit Frontmotor sehr ähnlich sah. Der Meteor Steam Touring kostete US$ 2000,–.
Im Herbst 1903 musste das Unternehmen Konkurs anmelden.